# Château de Vierset
Pour les articles homonymes, voir Vierset.
Le château de Vierset est un château situé sur le territoire de la commune belge de Modave, dans la province de Liège, et dont la première édification est datée du XIe siècle.

## Historique
À l'origine, le château de Vierset fut édifié au XIe siècle par la famille de Barse qui possédait également la seigneurie voisine dont son nom est issu. À la suite de plusieurs différends, le prince-évêque de Liège, Henri de Gueldre, mis à sac la demeure des Barse en 1267.
Par le décès de Wauthier de Barse, en 1292, les seigneuries de Vierset et de Barse passèrent entre les mains de son cousin, Wauthier de Beaufort, puis en 1450, par le jeu des héritages, Vierset est séparée momentanément de Barse pour entrer dans le patrimoine de Conrard de Bombaye et enfin, les deux seigneuries sont à nouveau réunies en entrant en possession de Gilles de Crissegnée.

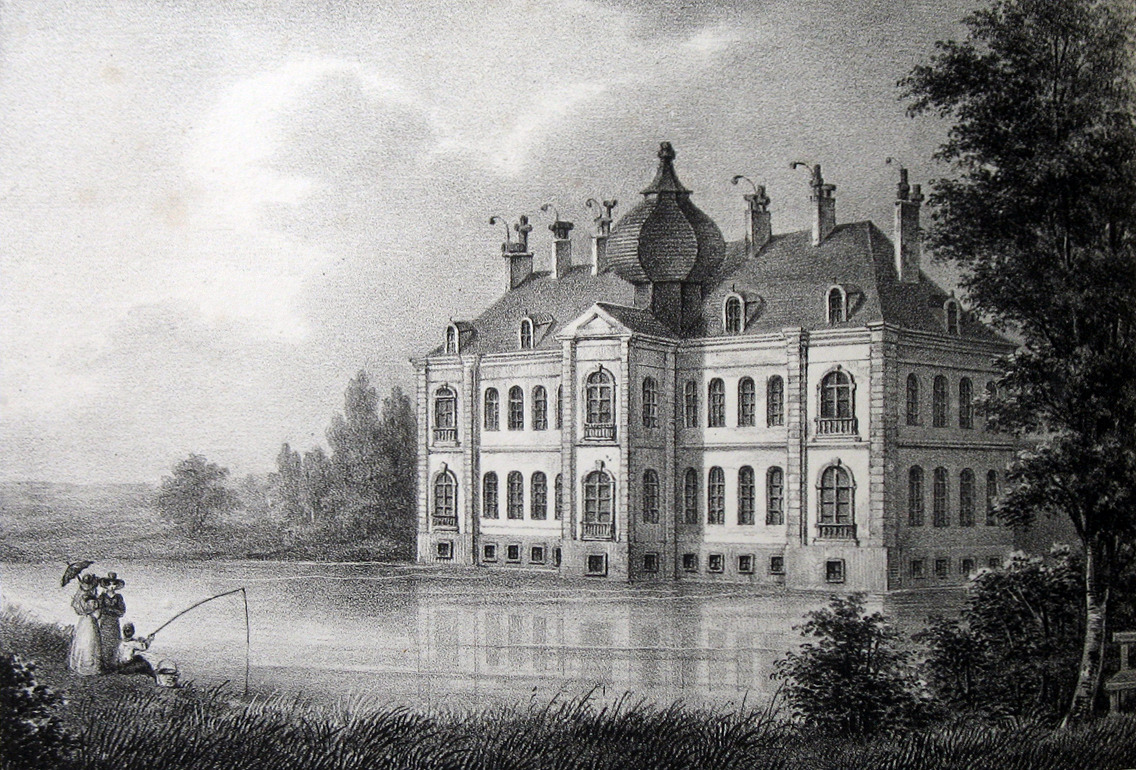
Le château au debut du XIXe siècle

En 1606, toujours par des effets d'alliances, Vierset échut à la famille de Billehé. Les Billehé donnèrent un général d'infanterie, Charles-Albert, Grand Bailli du Condroz et propriétaire du régiment Vierset aux Gardes wallonnes, qu'il mit au service de la France puis de l'Autriche. C'est à lui que l'on doit le renouvellement des bâtisses vers 1765 et la construction de la ferme en 1763.
Le château a été reconstruit en 1775.

En 1794, Jean de Valensart, baron de Billehé, hérita du domaine qu'il vendit en 1818 au comte François-Joseph de Mercy-Argenteau. Le nouveau maître avait épousé la princesse Thérèse de Paar. Leur petit-fils Carl vendit Vierset à son cousin le baron Louis d'Overschie de Neerysche (1829-1896), époux de la marquise Blanche de Trazegnies. Leurs descendants vendirent Vierset en 1917, aux Lamarche. Le château est classé depuis le 14 février 1968.
Depuis 2001, les sauveteurs de cette demeure naguère encore en péril, sont un couple de gantois, les Bruggeman. Le château ne possède qu'un hectare et demi de territoire. Le reste du domaine et des terres sont entre les mains des héritiers Lamarche, dont les Delattre de Roubaix.

## Sources
- Site officiel du château de Vierset
- Le château de Vierset sur le site chateauxdebelgique.eu